# Plaza de Fray Félix (Cádiz)
La plaza Fray Félix de Cádiz (España) es un antiguo espacio urbano que se abre en el interior del centro de Cádiz, en el barrio del Pópulo.

## Plaza
Esta plaza constituye desde la Edad Media, uno de los espacios urbanos que reunía alguno de los edificios más importantes de la ciudad de Cádiz, como la catedral, el palacio episcopal y la Contaduría eclesíástica.
Se abre junto a uno de los costados de la conocida como "Catedral Vieja" de Cádiz, renombrada actualmente como iglesia de Santa Cruz. Esta iglesia muestra a la plaza el muro exterior de su nave del Evangelio, un paramento muy sobrio y austero que nada hace pensar en la grandiosidad de su interior, donde destaca su amplio concepto espacial de iglesia columnaria y la extraordinaria calidad de sus bienes muebles, tales como retablos y esculturas de imaginería religiosa; pues no en vano la iglesia es sede canónica de varias de las más importantes Hermandades de penitencia de la Semana Santa gaditana.
Fue ampliada durante la segunda mitad del siglo XVII, por iniciativo del cabildo de la catedral que compró algunas fincas para derribarlas. Las obras se realizaron bajo la dirección de Felipe de Gálvez, quien diseñó la escalinata que salva el desnivel creado por la ampliación y que contaba con un frente articulado por pilastras y sobre el que se erigían varias esculturas de mármpl, hoy desaparecidas. A principios del siglo XVIII se construyó en la plaza un aljibe, realizado por Torcuato Benjumeda, cuyo acceso preside actualmente la plaza.
Los edificios que fueron Colegio de Santa Cruz y Contaduría albergan el Museo Catedralicio, con un excelente conjunto de piezas de arte suntuarias de los siglos XV al XX, siendo el primero de ellos un destacado ejemplo de arquitectura civil bajomedieval.
La antigua Casa del Obispo, situada en el espacio existente entre las dos catedrales, conserva importantes restos fenicios y romanos que han sido fechados entre los siglos VII al I antes de Cristo, y quedan parcialmente visibles desde el exterior.
A los pies de la escalinata se levanta La casa de Estopiñán data de la primera mitad del siglo XVII, en la que sobresale la portada, que está rematada por el escudo de armas de sus propietarios.

## Elementos destacados
La plaza cuenta con varios elementos singulares, como la escalinata de Felipe Gálvez, la Casa de Contaduría, la Casa de Estopiñán y la propia catedral.

### Aljibe de Santa Cruz
Sobre el aljibe de Santa Cruz se ha escrito mucho, siendo confundido frecuentemente con un humilladero por si forma de garita con cruz sobre la cúpula. El libro "Fuentes Públicas de agua potable", editado por la Aguas de Cádiz, aporta sobre este espacio singular que:
La idea sobre la construcción de este aljibe surge en septiembre de 1822, impulsada por La Junta de Beneficencia Parroquial de la Santa Cruz, siendo tratada en el Capítulo Catedralicio y donde se elige al Maestro Obrero José Rosales, quien finalmente propone su construcción en el45 “exterior á la Escalera frente de esta Sta. Yglesia”. El proyecto del arquitecto Torcuato Benjumeda contemplaba la construcción de un aljibe de dos cámaras intercomunicadas y rematada por un singular brocal en forma de garita. El acceso a los aljibes se tenía en todas las dependencias de la comentada iglesia, y especialmente en su torre-sagrario, cuya azotea se podía comunicar con la zona de almacenaje a través de bajantes. Para ello fue necesario solicitar permiso al Cabildo catedral del que dependía, lo que se hizo el 28 del mismo mes por parte de Antonio Romero, quien detalla los motivos de la obra  “ante la “calamidad y miseria” que se padece se ha creído:
“a propósito la fábrica de aljibes en la  plazuela de esta Santa Yglesia Catedral con los objetos de ocupar en su construcción jornaleros que parados por falta de trabajo,……y de atender con el producto de sus aguas á el socorro de los pobres de esta feligresia”. 
Las gestiones se continuaron ante el Excmo. Ayuntamiento Constitucional y la Junta de Beneficencia, donde se solicitaron los permisos necesarios el 28 de septiembre para su aprobación aunque con la condición de que47 
“bajo el concepto de que la propiedad de los algibes y la administración de sus productos ha de recaer en la beneficencia pública esta ciudad para su inversión con arreglo a la ley, en los pobres de toda ella y no en los de una sola parroquia”. 
Es decir que el agua tenía que ser para todos los pobres y no sólo para los de la parroquia. Fue bendecida el 24 de octubre de 1824, siendo su coste final de 71.934,31 reales. Una vez terminados de pagar aquellos débitos, se cedieron sus instalaciones y de sus beneficios a la Hospitalidad Doméstica del Sagrario, encargándose de su mantenimiento el párroco de la Iglesia de Santa Cruz, quien mantuvo la distribución pública incluso después de la llegada del agua corriente a Cádiz en 1874.  

Fue restaurada en el año 2001 bajo los auspicios del plan Urban, cuando se procedió a darle un tratamiento superficial, sin desescombrar las cámaras, pero realizando labores de consolidación en la cubrición de la garita, limpieza de brocales, recomposición de la cancela y dotación de un nuevo cierre.